# La Gohannière
La Gohannière foi uma comuna francesa na região administrativa da Normandia, no departamento Mancha. Estendia-se por uma área de 3,73 km². Em 2010 a comuna tinha 127 habitantes (densidade: 34 hab./km²).
Em 1 de janeiro de 2019, passou a formar parte da nova comuna de Tirepied-sur-Sée.